# Slow Cosmétique
Slow Cosmétique  désigne à la fois une marque gérée par une association internationale (comme la marque et l'association Slow Food), un label et une plateforme de vente à distance de produits cosmétiques artisanaux ; l'association aurait pour objectif de sensibiliser à la consommation plus écologique et responsable des produits cosmétiques,, dans une optique d'alterconsommation et de promouvoir les marques labellisées .

## Présentation
L'association naît en 2012 à la suite de la parution du livre Adoptez la Slow Cosmétique aux éditions Leduc, préfacé et promu initialement par Jean-Pierre  Coffe, dans lequel la présence d'ingrédients sujets à caution dans les cosmétiques conventionnels est dénoncée.
L'association a été fondée officiellement par le journaliste et auteur Julien Kaibeck. Association internationale à but non lucratif, de type AISBL, le mouvement possède son siège à Silly, une commune Belge soutenant également Slow Food, qui a inspiré le mouvement. Le logo du mouvement représente une tortue, en référence à la nécessité de ralentir et au sens relatif de la beauté.
L'Association internationale possède des coordinateurs bénévoles qui représentent le mouvement en France, en Espagne et en Italie.
Son action se concrétise à travers des publications, conférences ou ateliers au cours desquels des amateurs de cosmétique naturelle ou faite maison témoignent de leur expérience et partagent leurs savoirs sur les ingrédients cosmétiques. Afin de promouvoir les marques partenaires, l'Association remet à des marques engagées pour une cosmétique plus écologique un label, la "Mention Slow Cosmétique", présenté comme un gage de qualité par les membres du mouvement, qui serait attribué sur la base de plus de 80 critères, sans nécessité toutefois de répondre à chacun d'entre eux.
Depuis début 2015, le mouvement Slow Cosmétique s'est lancé dans la cocréation en créant le site de vente à distance Slow-cosmetique.com sur lequel les marques lauréates de la Mention Slow Cosmétique se sont réunies et proposent leurs cosmétiques en direct aux consommateurs qui veulent consommer des produits naturels contrôlés par les bénévoles de l'Association Slow Cosmétique.
En 2019, l'Association Slow Cosmétique reçoit le soutien de la Région wallonne pour promouvoir les artisans de la région qui produisent des cosmétiques naturels.